# 减肥
减肥學（英語：Bariatrics）是醫學的一個分支，目的在探討肥胖症的起因、預防及治療。
一般簡稱為减肥、纖體、瘦身或秀身，是指採用人為手段故意降低体重，特别是减少体内的脂肪。减肥的原因主要有：健康考虑，例如糖尿病、心脏病患者和四肢关节有疼痛症状的人；更好的身材；参与对体重、外形有限制的职业和活动。
根據美國衛生研究局(National Institutes of Health, NIH)、美國營養學會(American Society for Nutrition, ASN) 建議，一般人減重時，女性每天熱量至少需攝取1200-1500千卡、男性1500-1800千卡，健康風險較低(註: 此數值是不論身高之最小值，依身高不同只會向上增加，青少年最低則須1600千卡)，低於此標準之節食，必須諮詢醫師、營養師，訂定飲食規範，以防止營養攝取不足，造成健康危害。

## 社会文化
在食物匮乏的农业社会，多数人不存在过重的困扰，减肥相關的专业机构也无存在的必要，但现代社会，部份族群可能因較少的勞動力，且養分攝取容易而造成肥胖。经济的发展必然使得有部分的人摄入的能量超过其消耗的能量，从而使得体内脂肪增多导致身材變形、体重增加。
身高體重指數可以估計出非運動員的标准体重，但是體脂肪率則是更準確的健康指標，而腰圍身高比又更準確。

## 適度保障健康
減肥一定要適度，以保障應有的健康。不過，不少人減肥過度，走向極端，使身體受到影響和傷害。所以，有一些營養學家和社會學家，呼吁減肥一定要適度，以免影響健康，造成危害。
有些人过度减肥是出于神经性厌食症等精神疾病。一般人的劝导对这类情况很可能不起作用，建议及时咨询专业人士。

### 儿童
由於社會日漸富裕，兒童肥胖的問題在已發展地區已變得愈來愈嚴重。儿童肥胖不但会影响生理發育，长不高，早熟等，更会影响心理健康。一般比较肥胖的儿童会有自卑感，因为肢体行动缓慢，孩子大多会认为自己智力也不如人。自卑感导致很多儿童自闭，胆怯，时而久之就会反應迟钝，情感冷漠。很多青春期少年或青年因为肥胖被人拒绝交际。

## 常見的減重方式

### 運動
規律的運動是減脂主要且較不易造成傷害之方法。人體生理中，運動初期的能量來源為血糖，隨後代謝肝糖補充血糖，並逐漸增加脂肪的供能比例。較高程度的燃燒脂肪通常要運動三十分鐘以上。
1999年《營養科學與維生素學期刊》裡有一篇研究，比較運動後立刻進食與4小時後才進食的差異，在同等熱量食物的標準下，10個星期後運動後，立即吃的實驗組，體脂肪比另外一組低了24％，肌肉質量則多了6％。美國運動理事會的首席科學官員布蘭特認為，運動後的飲食不僅不會影響減重，反而會增強你的體力，從長遠來看更能幫助你減肥。

### 節食
根據美國衛生研究局(National Institutes of Health, NIH)、美國營養學會(American Society for Nutrition, ASN) 的建議，一般人減重時，女性每天熱量至少需攝取1200-1500卡、男性1500-1800卡，健康風險較低，(註: 此數值是不論身高之最小值，依身高不同只會向上增加，青少年最低則須1600卡)，低於此標準之節食，必須諮詢醫師、營養師，訂定飲食規範，以防止營養攝取不足，造成健康危害。

節食方法很多種，常見有高蛋白（只吃瘦肉）、或者限制熱量攝取。但是基本上，節食只可以輔助減重，如果沒有搭配有氧運動，節食減肥失敗率很高，甚至造成生命危險。減少熱量攝取，身體會轉而消耗蛋白質，而非脂肪，所以減肥達到目標後，很容易復胖，且肌肉組成會比減肥前少，脂肪組成會比減肥前還多。而且身體醣類消耗殆盡後，會產生酮酸中毒之危險性。一般正常的節食減脂，是要搭配有氧運動，且食用低GI的食物（膳食纖維多的食物），減緩血糖上升速率，避免產生「回彈」而吃入更多食物。
節食過程中，一般一天建議不可低於1200(女性)、1500(男性)卡路里，且要正確計算其他營養素之需求，必須足夠。醫療上有所謂代餐（VLCD），但如需長期使用，建議需諮詢專業醫師或營養師，或是按照專業營養師開立的減肥食譜進行減肥。

### 複合式體重管理與規劃
依據醫院專業醫師、營養師事前規劃「個人專屬」之減肥計劃，遵照計劃要求事項嚴格執行，每日紀錄當天食物、水分攝取量及運動量。再搭配攝取「代餐」與服用「熱量吸收阻斷膠囊」等輔助餐點，在自然的減重環境下，可免於服用藥物減重。

### 減肥代餐
代餐營養就是將六大類營養素都放入產品中，且將熱量也納入考量範圍。代餐裡頭含有許多人體所需的營養素且低熱量，因此不但可以幫助控制熱量的攝取，又可補充人體所需的營養，不會在減肥過程導致營養不良。合格的代餐可以提供質量均衡的蛋白質、維生素與礦物質，並附有營養師設計的均衡飲食參考食譜，以維持身體最佳的機能。主要原理是利用代餐中高比例的纖維質，在餐前使用可以先佔去腹中大量的食物體積增加飽足感，在進食正餐時就會吃得較少，長期下來所攝取的熱量降低，因而達到減肥的效果。

### 縮胃手術
早期是腸切除，後來發現副作用高，且死亡率高，改良成各種縮胃手術。通常是超出正常體重50%以上才可以進行此手術，此手術風險高。原本胃的容積為4 cups，手術後縮成1 oz（約30cc），使患者稍微吃一點食物便有飽足感。但是如果患者嗜吃含糖飲料，本療法最後註定會失敗。手術後，雖然效果明顯，但是卻會導致胃傾倒症，因為患者胃縮小後，幽門括約肌失去作用，無法控制食糜入腸，胃腸功能失調，產生顏面紅潮、心慌、暈眩、噁心、腹痛腹瀉等症狀，最後甚至懼食。原則上，限制飲食中醣類攝取可以減緩這些徵狀。

## 营养原则

### 限制总能量
成年中度以上的肥胖者每周体重减轻0.5~1.0kg为宜，每天减少552~1104kcal的能量摄入，成年的轻度肥胖者，每月体重减轻0.5~1.0kg为宜，即每天减少125~250kcal的能量摄入。

### 控制糖类摄入
糖类的供给应该控制在饮食总能量的5%，避免食用蔗糖、麦芽糖等含雙糖类的食物。食物纤维的摄入量可以不加限制，多食用高纤维食物不但增加飽足感，亦可輔助減肥。